# Ejagham-See
Der Ejagham-See liegt im Westen Kameruns.

## Beschreibung
Der See wurde 1908 von Alfred Mansfeld entdeckt und von ihm als „Totensee bei Nssakpé (Ekeu land)“ benannt. Mit einer Fläche von 700*1050 Meter (0,49 km²) ist er einer der kleineren Seen Westkameruns. Im Unterschied zu den anderen Seen Westkameruns liegt er nicht in einem vulkanischen Krater, sondern in einem Einsturzkrater. Seine maximale Tiefe beträgt 18 Meter. Das Alter des Sees wird auf 10.000 Jahren geschätzt. Den Ejagham, die in der Umgebung des Sees lebende Ethnie, gilt der See als heiliger Ort.

## Fauna
Die Fischfauna des Sees besteht sieben endemischen Buntbarscharten, eine kleine Barbenart sowie zwei Zahnkarpfen, einer aus der Gattung Fundulopanchax und ein Leuchtaugenfisch (Procatopus aberrans). Von den Buntbarschen gehören zwei der maulbrütenden Gattung Sarotherodon (Sarotherodon lamprechti und S. knauerae) und vier der substratbrütenden Gattung Coptodon (Coptodon deckerti, C. ejagham, C. fusiforme, C. nigrans) an.